# Ophiothela gracilis
Ophiothela gracilis is een slangster uit de familie Ophiotrichidae.
De wetenschappelijke naam van de soort werd in 1932 gepubliceerd door Eigil Nielsen.